# Grzejnik dyfuzyjny
Grzejnik dyfuzyjny – układ izochoryczny stanowiący element centralnego ogrzewania w instalacjach grzewczych w budynkach, stosowany jako forma ogrzewania płaszczyznowego.

## Budowa grzejnika dyfuzyjnego
Grzejnik podtynkowy (dyfuzyjny) jest w całości wykonany z aluminium, składa się z kolektora wodnego będącego jednocześnie komorą sprężania dla czynnika aktywnego radiatora oraz trzech rdzeni splątanych cięto-ciągnioną siatką Ledóchowskiego. Elementy składowe wykonane są w procesie ciągnienia jako profile aluminiowe. Część hydrauliczną grzejnika, stanowi tylko rura o średnicy 9mm przez którą przepływa woda. Prosta budowa i brak ruchomych części, czyni układ praktycznie bezawaryjnym, a zastosowany materiał gwarantuje długoletnią trwałość.

## Działanie grzejnika dyfuzyjnego
Woda lub inna substancja grzewcza z centralnego systemu ogrzewania przepływając przez kolektor wodny oddaje energię cieplną do układu radiatorów, które transportują ją bez użycia energii zewnętrznej i za pomocą aluminiowej siatki rozprowadzają pod tynkiem. To modelowy przykład najlepszego wykorzystania potencjału cieplnego różnych stanów skupienia. Do transportu poziomego wykorzystana jest (woda) ciecz (stosunkowo małe opory, względnie dobra kumulacja ciepła i dyfuzyjność), do transportu pionowego (radiator) gaz (brak oporów, duża dyfuzyjność), a do kumulacji ciepła (tynk) ciało stałe (duża akumulacja energii cieplnej, mała dyfuzyjność).
Grzejnik dyfuzyjny poprzez przemianę izochoryczną w procesie termodynamicznym uzyskuje doskonałe efekty pionowego i poziomego transportu ciepła bez użycia dodatkowej energii zewnętrznej (wspomagania mechanicznego). Swoją wysoką sprawność i równomierny rozkład temperatur, grzejnik zawdzięcza wewnętrznej przemianie adiabatycznej, która jest wielokrotnie szybsza od procesu wymiany ciepła z otoczeniem za pomocą procesu przewodzenia. Niskie opory hydrauliczne (krótki transport, równy przepływ, połączenie szeregowe) oraz łatwość montażu otwierają drogę do popularyzacji zdrowego i eksploatacyjnie ekonomicznie uzasadnionego nowoczesnego ogrzewania ściennego.
System zaprojektowany jest tak, aby zapewnił całkowite bezpieczeństwo układowi hydraulicznemu, który nie bierze udziału w transporcie ciepła pod tynkiem. Uszkodzenie rdzeni radiatora nie uszkadza systemu grzewczego, nie wywołuje przecieków hydraulicznych. Grzejnik dyfuzyjny nie posiada przeciwwskazań przy kolizjach ze ściennymi instalacjami elektrycznymi.

## Zakres pracy temperaturowej
Zdolność grzejnika dyfuzyjnego do transportu ciepła zależy przede wszystkim od termodynamicznych i termo-fizycznych własności czynnika aktywnego radiatora. Praca radiatora jest możliwa w przedziale temperatur wyznaczonym z jednej strony punktem potrójnym, z drugiej punktem krytycznym zastosowanego czynnika. Nieskończona ilość procesów czynnika aktywnego wynika z pracy w układzie zamkniętym i wiąże się bezpośrednio z pierwszą zasadą termodynamiki. Radiator nie wymienia masy z otoczeniem a jedynie energie.
Zmiana energii wewnętrznej układu zamkniętego jest równa energii, która przepływa przez jego granice na sposób ciepła i pracy.
{\displaystyle \Delta U=Q+W,}
gdzie:
{\displaystyle \Delta U} – zmiana energii wewnętrznej układu,
{\displaystyle Q} – energia przekazana do układu jako ciepło,
{\displaystyle W} – praca wykonana na układzie.

## Układ samoregulacji

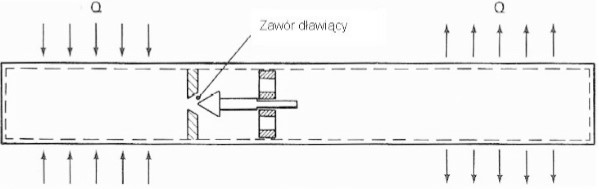

Grzejnik dyfuzyjny może być wyposażony w wewnętrzny zawór dławiący dzięki czemu może regulować i ograniczać przepływ energii cieplnej, aby temperatura rdzeni bez względu na temperaturę przepływającej przez kolektor cieczy nigdy nie przekroczyła żądanej wartości. Powstanie wtedy wymiennik cieplny typu woda – gaz z ograniczeniem temperaturowym na części gazowej (radiatora).

Układ może rozróżniać położenie pionowe oraz poziome i uzależniać przepływ temperatur od własnej pozycji. Warunkuje to jedynie konstrukcja układu, właściwości fizyczne czynnika i umiejętny dobór wzajemnych zależności.

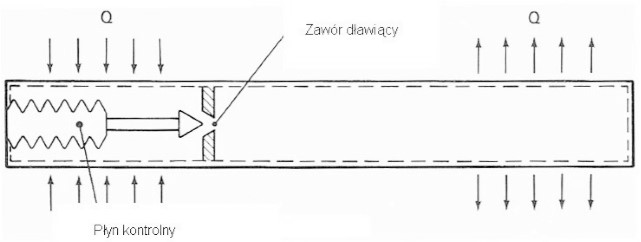

## Historia grzejnika dyfuzyjnego
Budowa radiatora wykonana jest w oparciu o rozwiniętą formę rurki ciepła (potocznie zwanej „nadprzewodnikiem” lub termosyfonem) znaną już od roku 1942. Nowością jest jednak wykorzystanie jej na skalę przemysłową w centralnym ogrzewaniu jako formę ogrzewania ściennego, notabene znanego od IV wieku p.n.e. (hypokaustum).
Początkowo wykorzystywane były tylko w projektach NASA. Jednak największą popularność uzyskały wraz z rozwojem Doliny Krzemowej w układach elektronicznych jako idealna forma odprowadzania ciepła z coraz mniejszych urządzeń. Cechy charakterystyczne to: małe rozmiary, samoregulacja, duża efektywność, brak części ruchomych, bezawaryjność.